# Pieter Jan Gezelle
Pieter Jan Gezelle (Heule, 29 augustus 1791 – aldaar, 28 mei 1871) was een Belgisch hovenier en boomkweker, schrijver van bijdragen over landbouw- en tuinbouwproblemen. Hij was de vader van de Vlaamse dichter en schrijver Guido Gezelle.

## Levensloop

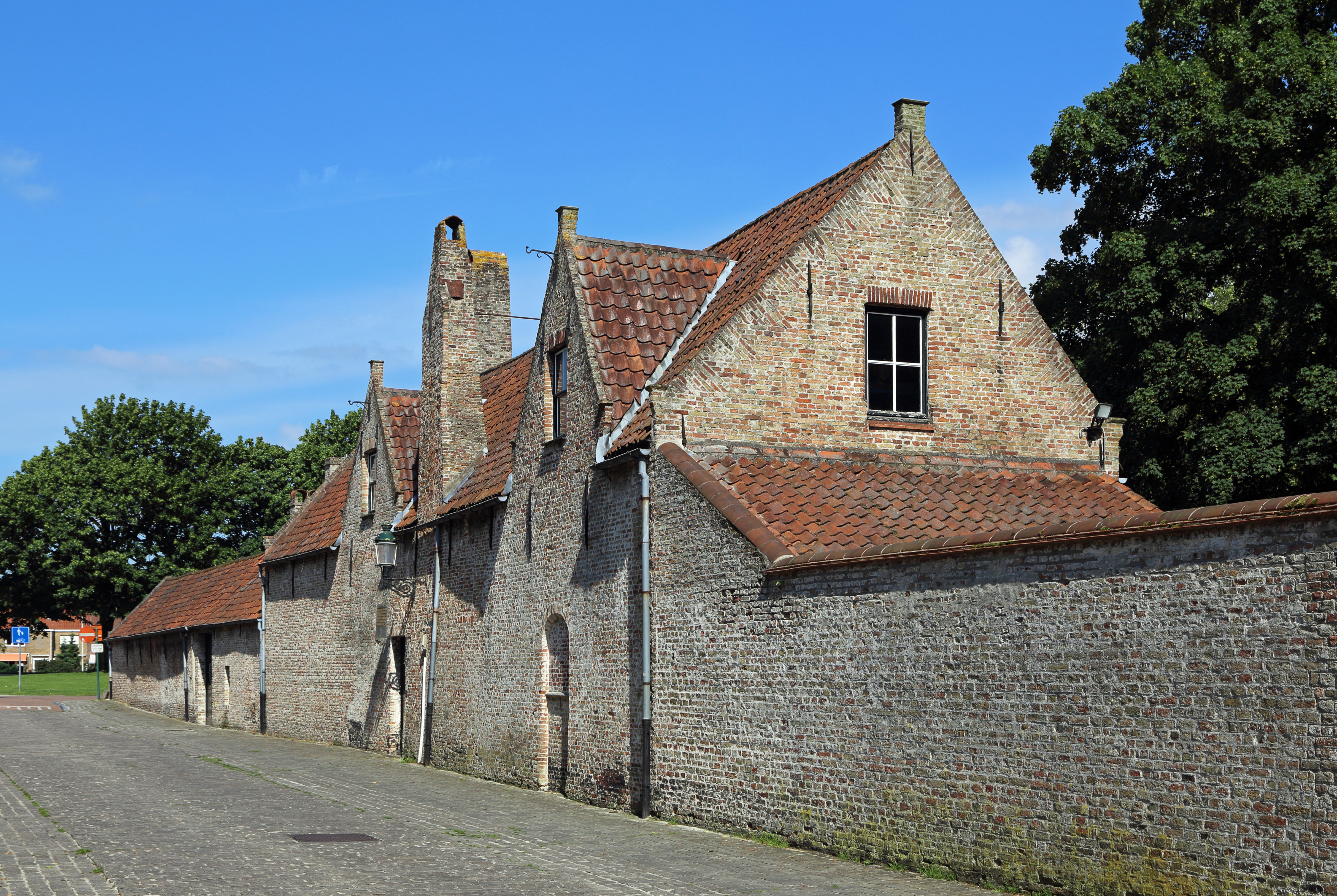
De hofstede in de Rolweg

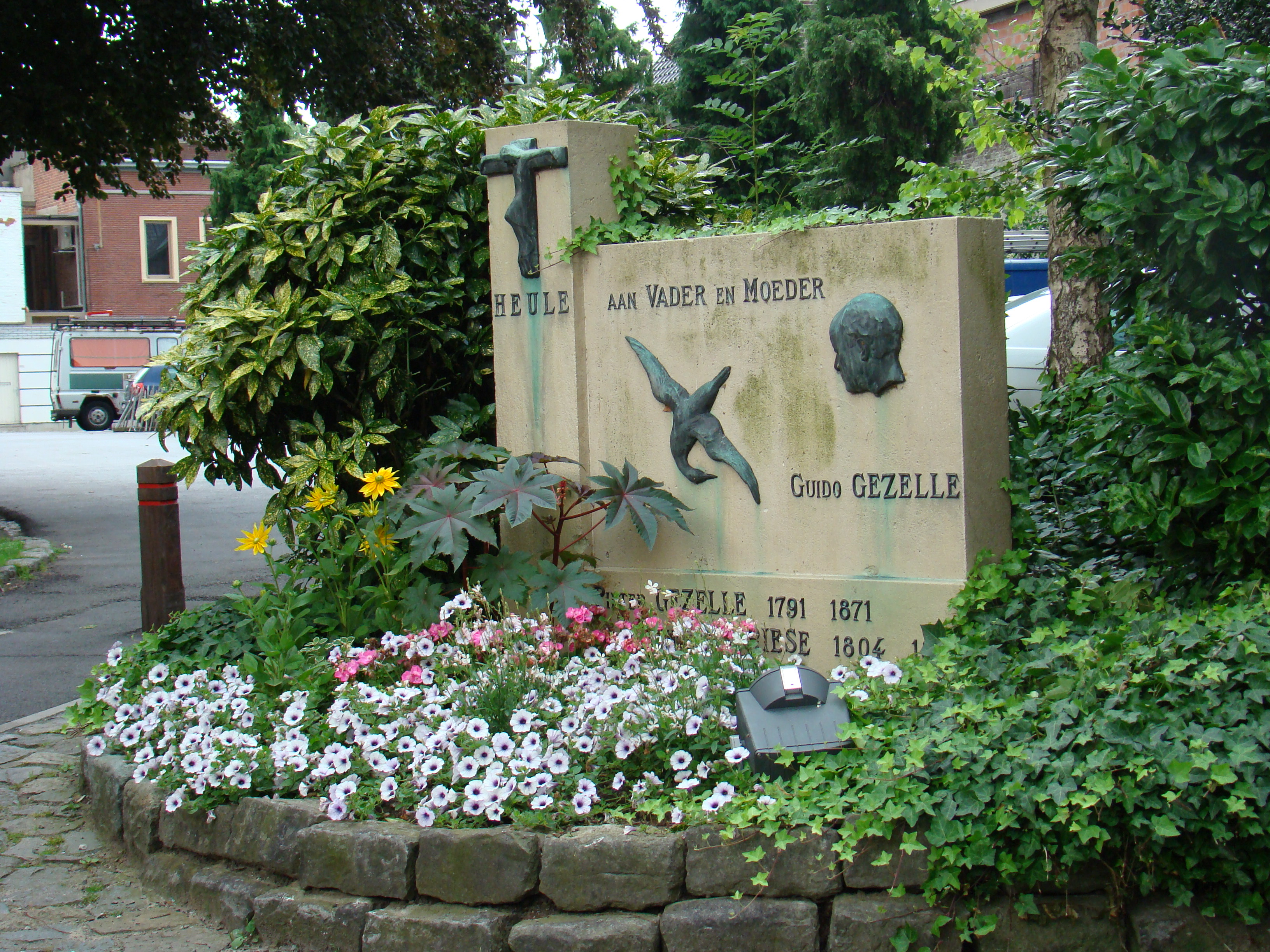
Begraafplaats van Pieter Jan Gezelle en Monica De Vriese in Heule

Pieter Jan Gezelle was een zoon van Pieter Jozef Gezelle (1760-1813) en Anna Meurisse of Morice (1760-1821). De welstellende handelaar in vlas- en lijnzaad, was door bedrog van een klant in geldnood geraakt en verarmd. De echtgenote oefende grote invloed uit op haar zoon, die vooral van haar het vertellen, het zingen, het bijzondere woordgebruik, de spreuken en volkswijsheden, aanleerde.
In 1811 werd de twintigjarige Gezelle opgeroepen voor het leger en werd ingelijfd in een legerkorps boven Parijs. Hij had een oudere broer die ondergedoken was om aan de legerdienst te ontsnappen, met als gevolg dat hun vader als gijzelaar was opgepakt. Pieter Jan dook eveneens onder. Hij slaagde erin Rijsel en vervolgens Heule te bereiken. Hij leefde ondergedoken en maakte van die tijd gebruik om zijn achterstand in lezen en schrijven bij te werken, onder de leiding van een neef. Dit was althans het verhaal dat in de familie Gezelle de ronde deed en door Caesar Gezelle werd opgetekend. Valère Arickx heeft dit echter, op basis van objectieve gegevens, tot meer prozaïsche proporties teruggebracht. Hij stelde vast dat Gezelle in 1811 een hoog lot trok en derhalve van militaire dienst was vrijgesteld. Nochtans werd hij, ingevolge de grote verliezen die de "Grande Armée" had geleden, in april 1813 toch opgevorderd en ingelijfd in een regiment gelegerd in of rond Parijs. Het is niet bekend of hij aan veldslagen in 1813-1814 deelnam. Na de val van Napoleon, een jaar later, kwam hij naar Heule terug. Van vaandelvlucht en jarenlang onderduiken lijkt hierbij niet zoveel over te blijven.
Na zijn terugkeer uit het leger, trad hij als landbouwhulp in dienst bij zijn familielid Bernard Dumoulin in Rumbeke. Van zijn vrije uren maakte hij gebruik om in het nabije Roeselare avondschool te volgen in het kleinseminarie. Hij knoopte er vriendschap aan met een paar leraars en werd weldra aangeworven als hovenier en hij legde er een tuin aan die tot op heden aanwezig blijft. Na enige tijd werd hij opziener, met verantwoordelijkheid over de andere dienstboden. In 1825 werd het kleinseminarie op last van de Nederlandse regering gesloten en viel Gezelle zonder werk. Hij trok naar Gent en werd als hovenier aangeworven in het hospitaal van de Bijloke, beheerd door de Broeders en Zusters van Liefde. Na verloop van tijd was hij bedreven in landbouwzaken, in het kweken van bomen en planten, en in het hovenierswerk.
Zuster Ursula De Vriese, in de Bijloke werkzaam, was afkomstig van Wingene, en door haar leerde Gezelle haar zus, Monica De Vriese (1804-1875), kennen. Hij ging haar opzoeken en na korte tijd besloten ze in 1829 te trouwen. Pieter Jan was toen zevenendertig en Monica zesentwintig. Ze zou op haar manier op Guido, de oudste zoon en latere dichter, invloed uitoefenen. Pieter Jan had ondertussen een vast werk en huisvesting gevonden in Brugge, waar hij een hoeve kon betrekken en de omringende hoveniersgrond kon gaan bewerken, gelegen in de Rolweg, die behoorde aan de Brugse wijnhandelaar Théodore van de Walle (1780-1848).
Het gezin kreeg negen kinderen, van wie er vier zeer jong stierven en vijf de volwassen leeftijd bereikten:
- Guido Gezelle (1830-1899), de 'Heer ende Meester'
- Romaan Gezelle (1832-1899) x Philomena De Smet (1840-1912). Ze kregen acht kinderen, onder wie:
  - Jozef Gezelle (1867-1938), kunstschilder, x Alice Vuylsteke (1867-1938)
  - Caesar Gezelle (1875-1939), priester, letterkundige
- Louise Gezelle (1834-1909) x Kamiel Lateur (1841-1897). Ze kregen zes kinderen, onder wie:
  - Frank Lateur, bekend als Stijn Streuvels (1871-1969), schrijver
  - Karel Lateur (1873-1949), beeldhouwer, eerste huisbewaarder van het Gezellemuseum
- Jozef Gezelle (1840-1903), priester, pastoor in Stene
- Florence Gezelle (1847-1917), zuster Colomba van de Zusters van Maria in Heule

Na 1830 hernam Gezelle zijn taken in de tuinen van het kleinseminarie in Roeselare en kreeg ook opdrachten vanwege het grootseminarie in Brugge. Hij mocht er bomen en tuinmateriaal leveren en stond in voor de verkoop van in de tuin gewonnen fruit. In opdracht van de stad Brugge plantte hij bomen op de nieuw aangelegde 'vesten' rondom de stad. Théodore Van de Walle zette hem in voor de bebossingsactiviteiten die hij ondernam op de duinengrond van de Dodemanspanne die hij bezat in Klemskerke, aan de Belgische kust.
Na de dood van zijn huisbaas in 1848 bleek het niet goed te boteren tussen Pieter Jan en de weduwe, die aan Gezelle zijn opzeg gaf. Hij kon in dezelfde straat een kleine hoeve met hoveniersgrond betrekken. Hij kon er nog twintig jaar als hovenier en boomkweker actief blijven en verhuisde toen met zijn vrouw naar Heule, waar ze hun intrek namen bij hun dochter, in het gezin Lateur-Gezelle en waar hij na korte tijd overleed.
De briefwisseling die uit de jaren achttien vijftig bewaard werd, toont aan dat Pieter Jan met grote aandacht de ontwikkeling van zijn oudste zoon volgde en hem, met de beperkte middelen waar hij over beschikte, ondersteunde in materiële aangelegenheden en hem hielp om, binnen het lerarenkorps in Roeselare, "zijn stand hoog te houden".

## Auteur
In zijn laatste levensjaren begon Pieter Jan verhalen en bedenkingen op te schrijven en naar zoon Guido te sturen, die ze publiceerde in het weekblad 't Jaer 30. Ze werden aangevat in het nummer 21 van het blad, op 4 december 1864.
Zijn bijdragen maakten van hem de landbouwkundig medewerker van 't Jaer 30. Hij aarzelde niet, volgens Frank Baur, om hierbij ook leuk en slagvaardig te polemiseren met de Gazette van Tielt.
De artikels verschenen onder de titel Pier Jan die geen fransch en kan. Wanneer het om ingezonden brieven ging, verschenen ze, (behalve de eerste) met als handtekening 'P.J. die g. fr. e. kan.

## Invloed op Guido
Toen deken Edward De Gryse ooit aan Guido Gezelle vroeg van waar zijn dichterstalent afkomstig was, antwoordde hij spontaan Mijn vader en voegde eraan toe hij was een 'aardigaard'.
Alle biografen van Guido Gezelle hebben de invloed benadrukt die de vader heeft uitgeoefend op zijn oudste zoon.
Die invloed was aanzienlijk. Henriette Kuiper verklaart vanuit de invloed van zijn vader, de belangstelling en liefde van dichter Gezelle voor de natuur, alsook zijn onuitputtelijke verbeeldingskracht. De invloed was even groot op de wetenschapper, die zich aan zijn vader spiegelde bij zijn activiteiten als taalijveraar en studax.
Michel van der Plas schreef: Van zo'n in menig opzicht indrukwekkende vader met een uitgesproken persoonlijkheid moest Guido wel veel overnemen. Hij erfde van hem de liefde tot de natuur, de aandacht voor de wonderen van de schepping Gods' en de zorg daarvoor. Maar ook de praktische zin van aanpakken en plichtsbesef. En de lust in taal, de smaak voor het idioom van het volk, de spreuken waarmee alle stadia van 's levens loop begeleid werden.
Over Pieter Jan schreef Van der Plas ook nog: Hij was een "dichter in potentie". Voor Guido was hij de eerste taalonderwijzer, die hem van jongsaf wees op "aardige woorden" die hij ontleende aan zijn eigen taal, het West-Vlaams.
Albert Westerlinck schreef: Men kan in de speelse sector van Guido's poëzie heel wat trekken van de vader terugvinden: naast de liefde voor oer-echte, plastische pittige volkstaal, een humor die wel eens uitgelaten wordt, een opgewektheid die stijgt tot een geëxalteerde praatbehoefte.

## Verdere omschrijvingen
Op basis van wat Guido Gezelle over hem had gezegd en geschreven, beschreef Aloïs Walgraeve Pieter Jan als volgt: Vlug van geest en rap ter taal, met slaande en passende spreuken, was hij een gezellige en vriendelijke kerel. Hij vertelde graag en wist van geen ophouden als hij eenmaal op dreef was..
Frank Baur schreef: Een goedlachse, montere, opgewekt-spraakzame, zonnig-optimistische, eigenaardige figuur: een jeugdvriend onder duizend. In zijn inleiding bij het eerste deel van Guido Gezelles dichtwerken (uitgave 1943) had Baur het ook over de dichterlijke taalvaardigheid van vader Pieter-Jan.
Stijn Streuvels schreef in zijn uitgebreide kroniek over de familie Gezelle, wat zijn moeder hem over Pieter Jan had verteld. Een man met lustig en opgewekt karakter, optimist, een tikje hoogmoedig in zijn spreken, eergierig, onverschrokken, gesteld op zijn onafhankelijkheid, van niemand bang en voorzien van een rijke fantasie. Hij was liefhebber en bewonderaar van Gods' natuur, kenner van planten en bloemen en oefende graag zijn beroep van hovenier uit.
Caesar Gezelle, die langs de verhalen van zijn ouders, de ganse familie goed kende, schreef: Er zijn veel, zeer veel goede vaders, maar die van Guido was er een beste. Hij schreef een aantal spreuken op in zijn "geestelijk leesboekske". Die spreuken gaven den man weer: lust in rijmklank en slagwoord, in luim en wijze gezegden. Men zag onmiddellijk dat men te doen had met een eigen aardige geest, die opmerkte en onthield, en die graag meedeelde wat hij wist.
Hugo Verriest, die Pieter Jan gekend heeft, schreef: Ik zie hem nog voor mijn ogen: een knappe man, niet lang, niet kort, maar sterk en snel, en fier op zijn gespierde armen. Een open verstand, met volkswijsheid en nadenkende geest, vol spreekwoorden en spreuken. En in De Nieuwe Tijd voegde hij daar nog aan toe: Hij geleek op Guido Gezelle., maar wat korter. Een grote breede schoone kop met hoog en wijd voorhoofd, zekere oogen, ferme neus en kin. Een gezicht geboetseerd in vaste lijnen en hoeken.  Hij droeg breede schouders en een sterk lichaam op sterke beenen..
Anton Van Duinkerken, herinnerend aan de vaderlijke invloed schreef: Als erfgenaam van zijn vader, genoot hij (Guido) er op duizend wijzen van dat de hemel boven hem welfde.
En Albert Ampe schreef: Het karakterbeeld van zijn vader Pier-Jan werkte door in de luchtigheid en schamperheid van 'Spoker', in de strijdvaardigheid van wie 'De broederhand uit Vlaanderland' reikte en in de rijmelaar en de vaardigheid van het rake woord.
Tot slot Dirk Coster: De zegsels en spreuken van Pier Jan, Gezelles vader, hebben de functie vervuld van vonkjes die in een machtige voorraad verborgen brandstof vielen.
De invloed van vader Gezelle op het karakter van zijn oudste zoon, evenals op diens opvoeding en opleiding, heeft gewettigd dat door vele auteurs belangstelling voor hem is betoond en ze in hun werken uitgebreid over hem hebben geschreven.